# Aloe edouardii
Aloe edouardii är en grästrädsväxtart som beskrevs av Rebmann. Aloe edouardii ingår i släktet Aloe och familjen grästrädsväxter.
Artens utbredningsområde är Madagaskar. Inga underarter finns listade i Catalogue of Life.